# سيب فايس
سيب فايس (بالألمانية: Josef Weiß) هو لاعب كرة قدم ألماني في مركز الدفاع، ولد في 13 مارس 1952 في فرايزنغ في ألمانيا. لعب مع بايرن ميونخ 2 وبايرن ميونخ.

## وصلات خارجية
- سيب فايس على موقع الاتحاد الأوربي (الإنجليزية)
- سيب فايس على موقع بيانات كرة القدم. دي إي (الألمانية)
- سيب فايس على موقع عالم كرة القدم.نت (الإنجليزية)